# Московский международный кинофестиваль 1997
XX Московский международный кинофестиваль открылся 19 июля 1997 года.

## Жюри
Председатель жюри:
- Олег Меньшиков, актёр (Россия)

Состав жюри:
- Георги Дюлгеров — режиссёр (Болгария)
- Ираклий Квирикадзе — сценарист (Грузия)
- Фернандо Мендес-Лейте — режиссёр, историк и теоретик кино (Испания)
- Мишель Сейду — продюсер (Франция)
- Серхио Ольхович — режиссёр (Мексика)
- Мринал Сен — режиссёр (Индия)
- Беата Тышкевич — актриса (Польша)

Председатель жюри ФИПРЕССИ:
- Марсель Мартен, киновед (Франция)

Председатель отборочной комиссии:
- Мирон Черненко — президент Гильдии киноведов и кинокритиков России

## Фильмы-участники
- «Бабочка махаон» — Раздвоенный хвост Суваротэйру (Япония, режиссёр Сюндзи Иваи)
- «Голубая гора» — Blue mountain (Швейцария — ФРГ, режиссёр Томас Таннер)
- «Государственный министр» — Sagojogan ministeri (Финляндия-Норвегия-Швеция, режиссёр Пауль-Андерс Симма)
- «Достучаться до небес» — Knockin' on heaven’s door (ФРГ — Нидерланды — Бельгия, режиссёр Томас Ян)
- «Жить как короли» — Сомме des rois (Франция, режиссёр Франсуа Вель)
- «Комната Марвина» — Marvin’s room (США, режиссёр Джерр Закс)
- «Ловушка» — Pulapka (Польша, режиссёр Адек Драбиньский)
- «Мальчики Витман» — Witman fiuk (Венгрия — Франция — ФРГ — Польша, режиссёр Янош Сас)
- «Марианна Укрия» — Marianna Ucria (Италия—Франция—Португалия, режиссёр Роберто Фаэнца)
- «Мать и сын» — (Россия — Германия, режиссёр Александр Сокуров)
- «Опасная профессия» / «Самая лучшая профессия в мире» — Le plus beau metier du monde (Франция, режиссёр Жерар Лозье)
- «Отель Шанхай» / «Шанхай 1937» / «Hotel Shanghai» — Shanghai 1937 (ФРГ, при участии ПНР, режиссёр Петер Патцак)
- «Без компромиссов» — Fei fu (Гонконг, режиссёр Гордон Чан)
- «Пришлите мне голову Мэвис Дэвис» / «Принесите мне голову Мэвис Дэвис» — Bring me the head of Mavis Davis (Великобритания, режиссёр Джон Хендерсон)
- «Сардари бегум» — Sardari Begum (Индия, режиссёр Шьям Бенегал)
- «Шевроле» — Chevrolet (Испания, режиссёр Хавьер Макуа)

## Награды
«Золотой Георгий»
- «Комната Марвина» (США, реж. Джерри Зэкс)

«Специальный серебряный Георгий»
- «Мать и сын» (Россия — ФРГ, реж. Александр Сокуров)

«Серебряный Георгий»
- Режиссёр Янош Сас («Мальчики Витман» / Witman fiuk, Венгрия)
- Актёр Тиль Швайгер («Достучаться до небес» / Knockin' on heaven’s door, ФРГ-Нидерланды-Бельгия)
- Актриса Исабель Ордас («Шевроле» / Chevrolet, Испания)

Премия ФИПРЕССИ
- «Мальчики Витман» / Witman fiuk (Венгрия, реж. Янош Сас)

Почётный приз «За вклад в развитие киноискусства»
- - Роберт Де Ниро, актёр (США)
  - Андрей Михалков-Кончаловский, режиссёр (Россия)
  - Софи Лорен, актриса (Италия)
  - Катрин Денёв, актриса (Франция)